# Brich dem Hungrigen dein Brot (Kirchenlied)
Brich dem Hungrigen dein Brot ist ein evangelisches Kirchenlied des 20. Jahrhunderts. Den Text schrieb Martin Jentzsch, Pfarrer an der Reglerkirche in Erfurt, im Jahr 1951. Die Melodie komponierte Gerhard Häußler, Kantor an der Reglerkirche, 1953. Das Lied steht im Evangelischen Gesangbuch unter Nr. 418.

## Form
Der fünfstrophige Text hat eine im Kirchengesang ungewöhnliche Form mit trochäischen, abwechselnd vierhebig-männlichen und dreihebig-weiblichen Zeilen.
Die ruhig fortschreitende Melodie steht in Moll. Die Vier-Halbe-Perioden der ersten drei Zeilen werden in der letzten Zeile durch ein Melisma zur dritten Textsilbe aufgebrochen, das sich besonders gut zu den Wörtern „Last“ (Strophe 1) und „Angst“ (Strophe 2) fügt.

## Inhalt

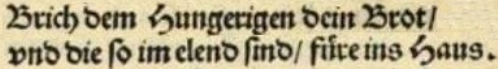
Jesaja 58,7 (Lutherbibel 1545)

Biblische Ausgangspunkte des Textes sind Jesaja 58,7  und Johannes 6,35 . Dementsprechend beginnt das Lied mit der Aufforderung, das Brot mit den Notleidenden zu teilen und ihnen Unterkunft und Trost zu geben (Strophen 1 und 2). Darauf folgt der Bezug auf Jesus Christus, das Brot des Lebens, der dasselbe „täglich“ an den Glaubenden tut (Strophe 3). An ihn richten sich die beiden letzten Strophen mit dem Dank für sein Wirken und der Bitte um die Vollendung an seinem Tisch.
An dasselbe Jesajawort knüpft das neue geistliche Lied Brich mit dem Hungrigen dein Brot von Friedrich Karl Barth aus dem Jahr 1977 an.

## Rezeption
Das Lied war bereits in landeskirchlichen Teilen des Evangelischen Kirchengesangbuchs enthalten und steht im Evangelischen Gesangbuch unter Nächsten- und Feindesliebe (Nr. 418). Seit 2019 ist es eines der beiden Wochenlieder am 7. Sonntag nach Trinitatis. Im katholischen Gotteslob (1975) steht es unter Leben aus dem Glauben (Nr. 618). Im aktuellen Gotteslob findet es sich nur in diözesanen Eigenteilen.